# Соня Червена
Соня Червена (чеськ. Soňa Červená; 9 вересня 1925, Прага, Чехословаччина — 7 травня 2023) — чеська оперна співачка, кар'єра якої триває уже понад 70 років. Меццо-сопрано.

## Біографія
Народилась у 1925 році у Празі. У 1947 році дебютувала в популярній чеській опері «Продана наречена» Берджіха Сметани. У 1950 році успішно закінчила навчання у Празькій консерваторії, а ролі в спектаклях на сцені Плзенського театру принесли їй значну популярність. Однак комуністичний режим, який встановився в Чехословаччині в 1948 році, заборонив Соні працювати в Національному театрі — головному театрі країни. Пропрацювавши кілька років у невеликих театрах по всій країні і не вбачаючи перспектив на батьківщині, Соня покинула Чехословаччину, і в 1962 році емігрувала до Західного Берліна, де її кар'єра різко пішла вгору.
Соня Червена виступала на сценах знаменитої Німецької опери, Опери Сан-Франциско і багатьох інших театрів по всьому світу. Після подій Оксамитової революції 1989 року повернулася до Чехословаччини, де швидко повернула популярність. У 2002 році 77-річна співачка вперше виступила на сцені Національного театру Чехії, а впродовж наступних років почала гастролювати країною. За своє життя знялася у понад десятку кінофільмів, перший з яких було знято в 1949 році, останній вийшов на екрани у 2017.
Станом на січень 2018 року співачка виступає в Чехії. Її кар'єра, яка триває уже більше 70 років вважається однією із найтриваліших в історії світової опери.

## Нагороди
Соня Червена є володаркою безлічі нагород, серед яких державна нагорода — медаль Чеської республіки «За заслуги», Золота медаль центру Джона Кеннеді й інші. З 2012 року — почесна громадянка міста Градець-Кралове.

## Фільмографія
- Moje 20. století («Моє 20 століття», 2005, режисер Ольга Соммерова)
- Třináctá komnata Soni Červené («Тринадцята палата Соні Червени», 2011, сценарист та режисер Ольга Соммерова)
- Červená («Червена», 2017, документальний фільм, сценарій та режисура Ольги Соммерової, камера Ольга Шпатова)